# 45 (chanson)
Pour les articles homonymes, voir 45 (homonymie).
Singles de Shinedown
Fly from the Inside
(2003) Simple Man
(2003)
45 est le second single du groupe Shinedown sorti en 2003.

## Liste des chansons
| No | Titre | Durée |
| -- | ----- | ----- |
| 1. | 45    | 4:09  |